# Бйорн Ґітделакампі
Бйорн Ґітделакампі (989–1024) — скандинавський скальд. У 1009-11 роках служив конунгу Русі «Вальдемару». Автор «Таттру про Еймунда Ґрінсона». таттр став матеріалом для створення саґи про Еймунда. Бйорну присвятили таттр; головною його заслугою була перемога над Силачем, який претендував на трон Володимира.